# Sioux Center
Sioux Center ist die größte Stadt (mit dem Status „City“) des Sioux County im US-amerikanischen Bundesstaat Iowa. Das U.S. Census Bureau hat bei der Volkszählung 2020 eine Einwohnerzahl von 8.229 ermittelt.

## Geografie
Sioux Center liegt im Nordwesten Iowas, wenige hundert Meter westlich des West Branch Floyd River, der über den Floyd River zum Stromgebiet des Missouri gehört. Der am Big Sioux River gelegene Schnittpunkt der drei Bundesstaaten Iowa, South Dakota und Minnesota befindet sich 78 km nordwestlich von Sioux Center. Nach Nebraska sind es 74 km in südsüdwestlicher Richtung.
Die geografischen Koordinaten von Sioux Center sind 43°04′47″ nördlicher Breite und 96°10′32″ westlicher Länge. Das Stadtgebiet erstreckt sich über eine Fläche von 16,34 km² und verteilt sich über die West Branch und die Welcome Township.
Nachbarorte von Sioux Center sind Hull (15,6 km nordnordöstlich), Boyden (26,2 km nordöstlich), Hospers (23,4 km östlich), Orange City (17,9 km südöstlich), Maurice (13,3 km südlich), Ireton (23,4 km südwestlich) und Rock Valley (23,5 km nordwestlich).
Die nächstgelegenen größeren Städte sind die Twin Cities in Minnesota (Minneapolis und Saint Paul) (378 km nordöstlich), Iowas Hauptstadt Des Moines (377 km südöstlich), Nebraskas größte Stadt Omaha (234 km südlich), Sioux City (72 km südsüdwestlich) und South Dakotas größte Stadt Sioux Falls (91 km nordwestlich).

## Verkehr
Der U.S. Highway 75 verläuft in Nord-Süd-Richtung als Hauptverkehrsachse durch das Stadtgebiet von Sioux Center. Alle weiteren Straßen sind untergeordnete Landstraßen, teils unbefestigte Fahrwege sowie innerörtliche Verbindungsstraßen.
Eine von Minnesota nach Sioux City führende Eisenbahnlinie für den Frachtverkehr der BNSF Railway verläuft in Nord-Süd-Richtung durch das Stadtgebiet von Sioux Center.
Mit dem Sioux Center Municipal Airport befindet sich 6 km nördlich des Zentrums von Sioux Center ein kleiner Flugplatz für die Allgemeine Luftfahrt und den Lufttaxiverkehr. Die nächsten Verkehrsflughäfen sind der Sioux Gateway Airport in Sioux City (85 km südsüdwestlich) und der Sioux Falls Regional Airport (97 km nordwestlich).

## Bildung
In Sioux Center ist das Dordt College beheimatet, ein christliches Liberal Arts College mit rund 1300 Studenten.

## Bevölkerung
Nach der Volkszählung im Jahr 2010 lebten in Sioux Center 7048 Menschen in 2201 Haushalten. Die Bevölkerungsdichte betrug 431,3 Einwohner pro Quadratkilometer. In den 2201 Haushalten lebten statistisch je 2,7 Personen.
Ethnisch betrachtet setzte sich die Bevölkerung zusammen aus 91,6 Prozent Weißen, 0,4 Prozent Afroamerikanern, 0,3 Prozent amerikanischen Ureinwohnern, 1,2 Prozent Asiaten sowie 5,4 Prozent aus anderen ethnischen Gruppen; 1,0 Prozent stammten von zwei oder mehr Ethnien ab. Unabhängig von der ethnischen Zugehörigkeit waren 13,1 Prozent der Bevölkerung spanischer oder lateinamerikanischer Abstammung.
24,4 Prozent der Bevölkerung waren unter 18 Jahre alt, 62,6 Prozent waren zwischen 18 und 64 und 13,0 Prozent waren 65 Jahre oder älter. 50,6 Prozent der Bevölkerung waren weiblich.
Das mittlere jährliche Einkommen eines Haushalts lag bei 59.214 USD. Das Pro-Kopf-Einkommen betrug 23.060 USD. 8,3 Prozent der Einwohner lebten unterhalb der Armutsgrenze.